# Tornei WTA 250
I tornei WTA 250 di tennis sono una nuova categoria istituita all'interno della Women's Tennis Association dal 2021. Questa categoria di tornei ha rimpiazzato la precedente WTA International, mentre la vecchia categoria Premier è stata rimpiazzata dai Tornei WTA 1000 e Tornei WTA 500.
A causa della pandemia di COVID-19 alcuni tornei hanno subito spostamenti o cancellazioni.

## Tornei
Elenco dei tornei che sono stati almeno una stagione WTA 250
| Tornei Attuali                           | Tornei Attuali | Tornei Attuali   | Tornei Attuali                        | Tornei Attuali          | Tornei Attuali | Tornei Attuali              | Tornei Attuali | Tornei Attuali | Tornei Attuali         | Tornei Attuali                              | Tornei Attuali                      |
| Torneo                                   | Nazione        | Città            | Impianto                              | Capienza Campo Centrale | Prima Edizione | Prima Edizione Come WTA 250 | Superficie     | N° Giocatrici  | Detentrice Singolare   | Detentrici Doppio                           | Total Commitment (ultima edizione)* |
| ---------------------------------------- | -------------- | ---------------- | ------------------------------------- | ----------------------- | -------------- | --------------------------- | -------------- | -------------- | ---------------------- | ------------------------------------------- | ----------------------------------- |
| ASB Classic                              | Nuova Zelanda  | Auckland         | ASB Tennis Centre                     | 3,500                   | 1971           | 2023                        | Cemento        | 32             | Coco Gauff             | Anna Danilina Viktória Hrunčáková           | $267,082 (2024)                     |
| Hobart International                     | Australia      | Hobart           | Hobart International Tennis Centre    | 2,800                   | 1994           | 2023                        | Cemento        | 32             | Emma Navarro           | Chan Hao-ching Giuliana Olmos               | $267,082 (2024)                     |
| Singapore Open                           | Singapore      | Singapore        | Kallang Tennis Hub                    |                         | 1986           | 2025                        | Cemento (i)    | 32             | Naoko Sawamatsu        | Patty Fendick Meredith McGrath              | $ (2025)                            |
| Transylvania Open                        | Romania        | Cluj-Napoca      | BTarena                               | 9,300                   | 2021           | 2021                        | Cemento        | 32             | Karolína Plíšková      | Caty McNally Asia Muhammad                  | $267,082 (2024)                     |
| ATX Open                                 | Stati Uniti    | Austin           | Westwood Country Club                 |                         | 2023           | 2023                        | Cemento        | 32             | Yuan Yue               | Olivia Gadecki Olivia Nicholls              | $267,082 (2024)                     |
| WTA Bogotà                               | Colombia       | Bogotà           | Centro De Alto Rendimento             | 1,500                   | 1998           | 2021                        | Cemento        | 32             | Camila Osorio          | Cristina Bucșa Kamilla Rachimova            | $267,082 (2024)                     |
| Open Rouen Métropole                     | Francia        | Rouen            | Kindarena Sports Complex              | 5,500                   | 2022           | 2024                        | Terra Rossa    | 32             | Sloane Stephens        | Tímea Babos Irina Chromačëva                | $267,082 (2024)                     |
| Grand Prix SAR La Princesse Lalla Meryem | Marocco        | Rabat            | Club des Cheminots                    |                         | 2001           | 2022                        | Terra Rossa    | 32             | Peyton Stearns         | Irina Chromačëva Jana Sizikova              | $267,082 (2024)                     |
| Rosmalen Open                            | Paesi Bassi    | 's-Hertogenbosch | Autotron park                         | 7,500                   | 1996           | 2022                        | Erba           | 32             | Ljudmila Samsonova     | Ingrid Neel Bibiane Schoofs                 | $267,082 (2024)                     |
| Nottingham Open                          | Regno Unito    | Nottingham       | Nottingham Tennis Centre              | 2,400                   | 1972           | 2021                        | Erba           | 32             | Katie Boulter          | Gabriela Dabrowski Erin Routliffe           | $267,082 (2024)                     |
| Nature Valley International              | Regno Unito    | Eastbourne       | Devonshire Park Lawn Tennis Club      | 8,000                   | 1974           | 2025                        | Erba           | 28             | Dar'ja Kasatkina       | Ljudmyla Kičenok Jeļena Ostapenko           | $922,573 (2024)                     |
| Hungarian Grand Prix                     | Ungheria       | Budapest         | Europe Tennis Center                  | 3,000                   | 2021           | 2021                        | Terra Rossa    | 32             | Diana Šnajder          | Katarzyna Piter Fanny Stollár               | $232,244 (2024)                     |
| Hamburg European Open                    | Germania       | Amburgo          | Am Rothenbaum                         | 10,000                  | 1982           | 2021                        | Terra Rossa    | 32             | Anna Bondár            | Anna Bondár Kimberley Zimmermann            | $115,000 (2024)                     |
| Internazionali Femminili di Palermo      | Italia         | Palermo          | Country Time Club                     | 2,200                   | 1988           | 2021                        | Terra Rossa    | 32             | Zheng Qinwen           | Aleksandra Panova Jana Sizikova             | $232,244 (2024)                     |
| Sparta Prague WTA                        | Rep. Ceca      | Praga            | Sparta Prague Tennis Club             | 14,000                  | 2010           | 2021                        | Terra rossa    | 32             | Magda Linette          | Barbora Krejčiková Kateřina Siniaková       | $267,082 (2024)                     |
| Tennis in the Land                       | Stati Uniti    | Cleveland        | Jacobs Pavilion at Nautica            | 5,000                   | 2021           | 2021                        | Cemento        | 32             | McCartney Kessler      | Cristina Bucșa Xu Yifan                     | $267,082 (2024)                     |
| Jasmin Open                              | Tunisia        | Monastir         | Skanes Family Hotel                   |                         | 2022           | 2022                        | Cemento        | 32             | Sonay Kartal           | Anna Blinkova Mayar Sherif                  | $267,082 (2024)                     |
| Ningbo Open                              | Cina           | Ningbo           | Ningbo (Yinzhou) Tennis Center        |                         | 2010           | 2023                        | Cemento        | 32             | Dar'ja Kasatkina       | Demi Schuurs Yuan Yue                       | $922,573 (2024)                     |
| Japan Women's Open Tennis                | Giappone       | Osaka            | Utsubo Tennis Center                  | 5,000                   | 2009           | 2023                        | Cemento        | 32             | Suzan Lamens           | Ena Shibahara Laura Siegemund               | $267,080 (2024)                     |
| Guangzhou International Women's Open     | Cina           | Guangzhou        | Guangzhou Tianhe Sports Center        | 9,500                   | 2004           | 2023                        | Cemento        | 32             | Olga Danilović         | Kateřina Siniaková Zhang Shuai              | $267,082 (2024)                     |
| Hong Kong Open                           | Hong Kong      | Hong Kong        | Victoria Park Tennis Stadium          | 3,600                   | 1980           | 2023                        | Cemento        | 32             | Diana Šnajder          | Ulrikke Eikeri Makoto Ninomiya              | $267,082 (2024)                     |
| Jiangxi Open                             | Cina           | Jiujiang‡        | Jiujiang Tennis Sports Center         |                         | 2014           | 2023                        | Cemento        | 32             | Viktorija Golubic      | Guo Hanyu Moyuka Uchijima                   | $267,082 (2024)                     |
| Mérida Open                              | Messico        | Mérida           | Yucatán Country Club                  | 3,500                   | 2023           | 2023                        | Cemento        | 32             | Zeynep Sönmez          | Quinn Gleason Ingrid Martins                | $267,082 (2024)                     |
| Tornei Precedenti                        |                |                  |                                       |                         |                |                             |                |                |                        |                                             |                                     |
| Torneo                                   | Nazione        | Città            | Impianto                              | Capienza Campo Centrale | Prima Edizione | Prima Edizione Come WTA 250 | Superficie     | N° Giocatrici  | Detentrice Singolare   | Detentrici Doppio                           | Total Commitment (ultima edizione)  |
| Phillip Island Trophy                    | Australia      | Melbourne        | Melbourne Park                        | 14,820                  | 2021           | 2021                        | Cemento        | 56             | Dar'ja Kasatkina       | Ankita Raina Kamilla Rachimova              | $235,238 (2021)                     |
| MUSC Health Women's Open                 | Stati Uniti    | Charleston       | Family Circle Tennis Center           | 10,200                  | 2021           | 2021                        | Terra Verde    | 32             | Astra Sharma           | Hailey Baptiste Caty McNally                | $235,238 (2021)                     |
| Serbia Open                              | Serbia         | Belgrado         | Novak Tennis Center                   | 9,000                   | 2021           | 2021                        | Terra Rossa    | 32             | Paula Badosa           | Aleksandra Krunić Nina Stojanović           | $235,238 (2021)                     |
| Winners Open                             | Romania        | Cluj-Napoca      | Winner Sports Club                    | 1200                    | 2021           | 2021                        | Terra Rossa    | 32             | Andrea Petković        | Natela Dzalamidze Kaja Juvan                | $235,238 (2021)                     |
| Chicago Women's Open                     | Stati Uniti    | Chicago          | XS Tennis Village                     |                         | 2021           | 2021                        | Cemento        | 32             | Elina Svitolina        | Nadežda Kičenok Ioana Raluca Olaru          | $235,238 (2021)                     |
| BGL Luxembourg Open                      | Lussemburgo    | Lussemburgo      | Kockelscheuer Sport Centre            | 2,500                   | 1991           | 2021                        | Cemento        | 32             | Clara Tauson           | Greet Minnen Alison Van Uytvanck            | $235,238 (2021)                     |
| Astana Open                              | Kazakistan     | Nur-Sultan       | National Tennis Centre                | 2,700                   | 2021           | 2021                        | Cemento (i)    | 32             | Alison Van Uytvanck    | Anna-Lena Friedsam Monica Niculescu         | $235,238 (2021)                     |
| Tenerife Ladies Open                     | Spagna         | Tenerife         | Abama Tennis Academy                  |                         | 2021           | 2021                        | Cemento        | 32             | Ann Li                 | Ulrikke Eikeri Ellen Perez                  | $235,238 (2021)                     |
| Courmayeur Ladies Open                   | Italia         | Courmayeur       | Courmayeur Sport Center               | 3,000                   | 2021           | 2021                        | Cemento        | 32             | Donna Vekić            | Wang Xinyu Zheng Saisai                     | $235,238 (2021)                     |
| Melbourne Summer Set                     | Australia      | Melbourne        | Melbourne Park                        | 14,820                  | 2022           | 2022                        | Cemento        | 32             | Amanda Anisimova       | Bernarda Pera Kateřina Siniaková            | $239,477 (2022)                     |
| Adelaide International                   | Australia      | Adelaide         | Memorial Drive Park                   | 5,000                   | 2020           | 2022                        | Cemento        | 32             | Madison Keys           | Eri Hozumi Makoto Ninomiya                  | $239,477 (2022)                     |
| Abierto Zapopan                          | Messico        | Guadalajara      | Panamerican Tennis Center             | 6,639                   | 2019           | 2021                        | Cemento        | 32             | Sloane Stephens        | Kaitlyn Christian Lidzija Marozava          | $239,477 (2022)                     |
| Istanbul Cup                             | Turchia        | Istanbul         | Koza World of Sports                  | 7,500                   | 1998           | 2021                        | Terra Rossa    | 32             | Anastasija Potapova    | Marie Bouzková Sara Sorribes Tormo          | $239,477 (2022)                     |
| Parma Ladies Open                        | Italia         | Parma            | Tennis Club Parma                     | 2,500                   | 2021           | 2021                        | Terra Rossa    | 32             | Mayar Sherif           | Anastasia Dețiuc Miriam Kolodziejová        | $251,750 (2022)                     |
| Zavarovalnica Sava Portorož              | Slovenia       | Portorose        | Teniski center Portoroz               |                         | 2005           | 2021                        | Cemento        | 32             | Kateřina Siniaková     | Marta Kostjuk Tereza Martincová             | $251,750 (2022)                     |
| Citi Open                                | Stati Uniti    | Washington       | William H.G. FitzGerald Tennis Center | 7,500                   | 2011           | 2022                        | Cemento        | 32             | Ljudmila Samsonova     | Jessica Pegula Erin Routliffe               | $251,750 (2022)                     |
| Championnats de Granby                   | Canada         | Granby           | Club de tennis des Loisirs de Granby  |                         | 2022           | 2022                        | Cemento        | 32             | Dar'ja Kasatkina       | Alicia Barnett Olivia Nicholls              | $251,750 (2022)                     |
| Chennai Open                             | India          | Chennai          | SDAT Tennis Stadium                   | 5,800                   | 2022           | 2022                        | Cemento        | 32             | Linda Fruhvirtová      | Gabriela Dabrowski Luisa Stefani            | $251,750 (2022)                     |
| Tallinn Open                             | Estonia        | Tallinn          | FORUS Tennis Center                   |                         | 2022           | 2022                        | Cemento        | 32             | Barbora Krejčíková     | Ljudmyla Kičenok Nadiia Kičenok             | $251,750 (2022)                     |
| Open 6ème Sens Métropole de Lyon         | Francia        | Lione            | Palais des Sports de Gerland          | 6,500                   | 2020           | 2021                        | Cemento        | 32             | Alycia Parks           | Cristina Bucșa Bibiane Schoofs              | $259,303 (2023)                     |
| Monterrey Open                           | Messico        | Monterrey        | Club Sonoma                           | 10,299                  | 2009           | 2021                        | Cemento        | 32             | Donna Vekić            | Yuliana Lizarazo María Paulina Pérez García | $259,303 (2023)                     |
| Internationaux de Strasbourg             | Francia        | Strasburgo       | Tennis Club de Strasbourg             | 5,000                   | 1987           | 2021                        | Terra Rossa    | 32             | Elina Svitolina        | Xu Yifan Yang Zhaoxuan                      | $259,303 (2023)                     |
| Bad Homburg Open                         | Germania       | Bad Homburg      | TC Bad Homburg                        | 3,500                   | 2021           | 2021                        | Erba           | 32             | Kateřina Siniaková     | Lidzija Marozava Ingrid Gamarra Martins     | $259,303 (2023)                     |
| Ladies Open Lausanne                     | Svizzera       | Losanna          | Tennis Club Stade de Lausanne         |                         | 1971           | 2021                        | Terra Rossa    | 32             | Elisabetta Cocciaretto | Anna Bondár Diane Parry                     | $259,303 (2023)                     |
| BNP Paribas Poland Open                  | Polonia        | Varsavia†        | Legia Tennis & Golf                   |                         | 2021           | 2021                        | Terra Rossa    | 32             | Iga Świątek            | Heather Watson Yanina Wickmayer             | $259,303 (2023)                     |
| Korea Open Tennis Championships          | Corea del Sud  | Seul             | Seoul Olympic Park Tennis Center      | 10,000                  | 2004           | 2022                        | Cemento        | 32             | Jessica Pegula         | Marie Bouzková Bethanie Mattek-Sands        | $259,303 (2023)                     |
| Upper Austria Ladies Linz                | Austria        | Linz             | TipsArena Linz                        | 6,000                   | 1987           | 2021                        | Cemento (i)    | 32             | Anastasija Potapova    | Natela Dzalamidze Viktória Kužmová          | $259,303 (2023)                     |
| Thailand Open                            | Thailandia     | Hua Hin          | True Arena                            | 3,000                   | 2015           | 2023                        | Cemento        | 32             | Rebecca Šramková       | Anna Danilina Irina Chromačëva              | $267,082 (2024 II)                  |
| Birmingham Classic                       | Regno Unito    | Birmingham       | Edgbaston Priory Club                 | 2,500                   | 1982           | 2021                        | Erba           | 32             | Julija Putinceva       | Hsieh Su-wei Elise Mertens                  | $267,082 (2024)                     |
| Iași Open                                | Romania        | Iasi             | Kindarena Sports Complex              | 1,000                   | 2022           | 2024                        | Terra Rossa    | 32             | Mirra Andreeva         | Anna Danilina Irina Chromačëva              | $267,082 (2024)                     |

† Nel 2021 a Gdynia

‡ Nel 2023 a Nanchang

## Risultati

### 2021[2]
| Torneo        | Vincitrice                  | Finalista                   | Punteggio        | Vincitrici                          | Finaliste                                   | Punteggio           |
| ------------- | --------------------------- | --------------------------- | ---------------- | ----------------------------------- | ------------------------------------------- | ------------------- |
| Melbourne     | Dar'ja Kasatkina            | Marie Bouzková              | 4–6, 6–2, 6–2    | Ankita Raina Kamilla Rachimova      | Anna Blinkova Anastasija Potapova           | 2–6, 6–4, [10–7]    |
| Lione         | Clara Tauson                | Viktorija Golubic           | 6–4, 6–1         | Viktória Kužmová Arantxa Rus        | Eugenie Bouchard Olga Danilović             | 3–6, 7–5, [10–7]    |
| Guadalajara   | Sara Sorribes Tormo         | Eugenie Bouchard            | 6–2, 7–5         | Ellen Perez Astra Sharma            | Desirae Krawczyk Giuliana Olmos             | 6–4, 6–4            |
| Monterrey     | Leylah Annie Fernandez      | Viktorija Golubic           | 6–1, 6–4         | Caroline Dolehide Asia Muhammad     | Heather Watson Zheng Saisai                 | 6–2, 6–3            |
| Bogotá        | María Camila Osorio Serrano | Tamara Zidanšek             | 5–7, 6–3, 6–4    | Elixane Lechemia Ingrid Neel        | Mihaela Buzărnescu Anna-Lena Friedsam       | 6–3, 6–4            |
| Anning        | cancellato                  | cancellato                  | cancellato       | cancellato                          | cancellato                                  | cancellato          |
| Charleston    | Astra Sharma                | Ons Jabeur                  | 2–6, 7–5, 6–1    | Hailey Baptiste Caty McNally        | Ellen Perez Storm Sanders                   | 6(4)-7, 6-4, [10-6] |
| Istanbul      | Sorana Cîrstea              | Elise Mertens               | 6–1, 7–6(3)      | Veronika Kudermetova Elise Mertens  | Nao Hibino Makoto Ninomiya                  | 6–1, 6–1            |
| Rabat         | cancellato                  | cancellato                  | cancellato       | cancellato                          | cancellato                                  | cancellato          |
| Belgrado      | Paula Badosa                | Ana Konjuh                  | 6–2, 2-0(r)      | Aleksandra Krunić Nina Stojanović   | Greet Minnen Alison Van Uytvanck            | 6–0, 6–2            |
| Parma         | Cori Gauff                  | Wang Qiang                  | 6–1, 6-3         | Cori Gauff Caty McNally             | Darija Jurak Andreja Klepač                 | 6–3, 6–2            |
| Strasburgo    | Barbora Krejčíková          | Sorana Cîrstea              | 6–3, 6-3         | Desirae Krawczyk Alexa Guarachi     | Makoto Ninomiya Yang Zhaoxuan               | 6–2, 6–3            |
| Nottingham    | Johanna Konta               | Zhang Shuai                 | 6–2, 6–1         | Ljudmyla Kičenok Makoto Ninomiya    | Caroline Dolehide Storm Sanders             | 6–4, 6(3)–7, [10–8] |
| Birmingham    | Ons Jabeur                  | Dar'ja Kasatkina            | 7–5, 6–4         | Marie Bouzková Lucie Hradecká       | Ons Jabeur Ellen Perez                      | 6–4, 2–6, [10–8]    |
| Bad Homburg   | Angelique Kerber            | Kateřina Siniaková          | 6–3, 6–2         | Darija Jurak Andreja Klepač         | Nadežda Kičenok Ioana Raluca Olaru          | 6–3, 6–1            |
| Amburgo       | Elena-Gabriela Ruse         | Andrea Petković             | 7-6(6), 6-4      | Jasmine Paolini Jil Teichmann       | Astra Sharma Rosalie van der Hoek           | 6-0, 6-4            |
| Budapest      | Yulia Putintseva            | Anhelina Kalinina           | 6-4, 6-0         | Mihaela Buzărnescu Fanny Stollár    | Aliona Bolsova Tamara Korpatsch             | 6-4, 6-4            |
| Praga         | Barbora Krejčíková          | Tereza Martincová           | 6–2, 6-0         | Marie Bouzková Lucie Hradecká       | Viktória Kužmová Nina Stojanović            | 7–6(3), 6–4         |
| Losanna       | Tamara Zidanšek             | Clara Burel                 | 4–6, 7-6(5), 6-1 | Susan Bandecchi Simona Waltert      | Ulrikke Eikeri Valentini Grammatikopoulou   | 6–3, 6(3)–7, [10–5] |
| Gdynia        | Maryna Zanevs'ka            | Kristína Kučová             | 6–4, 7-6(4)      | Anna Danilina Lidzija Marozava      | Kateryna Bondarenko Katarzyna Piter         | 6–3, 6-2            |
| Palermo       | Danielle Collins            | Elena-Gabriela Ruse         | 6-4, 6-2         | Erin Routliffe Kimberley Zimmermann | Natela Dzalamidze Kamilla Rachimova         | 7–6(5), 4–6, [10–4] |
| Cluj-Napoca 1 | Andrea Petković             | Mayar Sherif                | 6-1, 6-1         | Natela Dzalamidze Kaja Juvan        | Katarzyna Piter Mayar Sherif                | 6-3, 6-4            |
| Cleveland     | Anett Kontaveit             | Irina-Camelia Begu          | 7-6(5), 6-4      | Shūko Aoyama Ena Shibahara          | Christina McHale Sania Mirza                | 7-5, 6-3            |
| Chicago       | Elina Svitolina             | Alizé Cornet                | 7-5, 6-4         | Nadežda Kičenok Ioana Raluca Olaru  | Ljudmyla Kičenok Makoto Ninomiya            | 7-6(8), 5-7, [10-8] |
| Lussemburgo   | Clara Tauson                | Jeļena Ostapenko            | 6-3, 4-6, 6-4    | Greet Minnen Alison Van Uytvanck    | Erin Routliffe Kimberley Zimmermann         | 6-3, 6-3            |
| Portorose     | Jasmine Paolini             | Alison Riske                | 7-6(4), 6-2      | Anna Kalinskaja Tereza Mihalíková   | Aleksandra Krunić Lesley Pattinama Kerkhove | 4-6, 6-2, [12-10]   |
| Seul          | cancellato                  | cancellato                  | cancellato       | cancellato                          | cancellato                                  | cancellato          |
| Nur-Sultan    | Alison Van Uytvanck         | Julija Putinceva            | 1-6, 6-4, 6-3    | Anna-Lena Friedsam Monica Niculescu | Angelina Gabueva Anastasija Zacharova       | 6-2, 4-6, [10-5]    |
| Tenerife      | Ann Li                      | María Camila Osorio Serrano | 6-1, 6-4         | Ulrikke Eikeri Ellen Perez          | Ljudmyla Kičenok Marta Kostjuk              | 6-3, 6-3            |
| Courmayeur    | Donna Vekic                 | Clara Tauson                | 7-6(3), 6-2      | Wang Xinyu Zheng Saisai             | Eri Hozumi Zhang Shuai                      | 6-4, 3-6, [10-5]    |
| Cluj-Napoca 2 | Anett Kontaveit             | Simona Halep                | 6-2, 6-3         | Irina Maria Bara Ekaterine Gorgodze | Aleksandra Krunić Lesley Pattinama Kerkhove | 4-6, 6-1, [11-9]    |
| Linz          | Alison Riske                | Jaqueline Cristian          | 2-6, 6-2, 7-5    | Natela Dzalamidze Kamilla Rachimova | Wang Xinyu Zheng Saisai                     | 6-4, 6-2            |

### 2022
| Torneo          | Vincitrice             | Finalista            | Punteggio              | Vincitrici                             | Finaliste                                | Punteggio           |
| --------------- | ---------------------- | -------------------- | ---------------------- | -------------------------------------- | ---------------------------------------- | ------------------- |
| Melbourne 1     | Simona Halep           | Veronika Kudermetova | 6-2, 6-3               | Asia Muhammad Jessica Pegula           | Sara Errani Jasmine Paolini              | 6-3, 6-1            |
| Melbourne 2     | Amanda Anisimova       | Aljaksandra Sasnovič | 7-5, 1-6, 6-4          | Bernarda Pera Kateřina Siniaková       | Tereza Martincová Mayar Sherif           | 6-2, 6(7)-7, [10-5] |
| Adelaide 2      | Madison Keys           | Alison Riske         | 6-1, 6-2               | Eri Hozumi Makoto Ninomiya             | Tereza Martincová Markéta Vondroušová    | 1-6, 7-6(4), [10-7] |
| Guadalajara     | Sloane Stephens        | Marie Bouzková       | 7-5, 1-6, 6-2          | Kaitlyn Christian Lidzija Marozava     | Wang Xinyu Zhu Lin                       | 7-5, 6-3            |
| Monterrey       | Leylah Annie Fernandez | Camila Osorio        | 6(5)-7, 6-4, 7-6(3)    | Catherine Harrison Sabrina Santamaria  | Han Xinyun Jana Sizikova                 | 1-6, 7-5, [10-6]    |
| Lione           | Zhang Shuai            | Dajana Jastrems'ka   | 3-6, 6-3, 6-4          | Laura Siegemund Vera Zvonarëva         | Alicia Barnett Olivia Nicholls           | 7-5, 6-1            |
| Bogotà          | Tatjana Maria          | Laura Pigossi        | 6-3, 4-6, 6-2          | Astra Sharma Aldila Sutjiadi           | Emina Bektas Tara Moore                  | 4-6, 6-4, [11-9]    |
| Istanbul        | Anastasija Potapova    | Veronika Kudermetova | 6-3, 6-1               | Marie Bouzková Sara Sorribes Tormo     | Natela Dzalamidze Kamilla Rachimova      | 6-3, 6-4            |
| Strasburgo      | Angelique Kerber       | Kaja Juvan           | 7-6(5), 6(0)-7, 7-6(5) | Nicole Melichar-Martinez Daria Saville | Lucie Hradecká Sania Mirza               | 5-7, 7-5, [10-6]    |
| Rabat           | Martina Trevisan       | Claire Liu           | 6-2, 6-1               | Eri Hozumi Makoto Ninomiya             | Monica Niculescu Aleksandra Panova       | 6(7)-7, 6-3, [10-8] |
| s'Hertogenbosch | Ekaterina Aleksandrova | Aryna Sabalenka      | 7-5, 6-0               | Ellen Perez Tamara Zidanšek            | Veronika Kudermetova Elise Mertens       | 6-3, 5-7, [12-10]   |
| Nottingham      | Beatriz Haddad Maia    | Alison Riske         | 6-4, 1-6, 6-3          | Beatriz Haddad Maia Zhang Shuai        | Caroline Dolehide Monica Niculescu       | 7-6(2), 6-3         |
| Birmingham      | Beatriz Haddad Maia    | Zhang Shuai          | 5-4rit                 | Ljudmyla Kičenok Jeļena Ostapenko      | Elise Mertens Zhang Shuai                | w/o                 |
| Bad Homburg     | Caroline Garcia        | Bianca Andreescu     | 6(5)-7, 6-4, 6-4       | Eri Hozumi Makoto Ninomiya             | Alicja Rosolska Erin Routliffe           | 6-4, 6(5)-7, [10-5] |
| Losanna         | Petra Martić           | Olga Danilović       | 6-4, 6-2               | Olga Danilović Kristina Mladenovic     | Tamara Zidanšek Ulrikke Eikeri           | w/o                 |
| Budapest        | Bernarda Pera          | Aleksandra Krunić    | 6-3, 6-3               | Ekaterine Gorgodze Oksana Kalašnikova  | Kimberley Zimmermann Katarzyna Piter     | 1-6, 6-4, [10-6]    |
| Amburgo         | Bernarda Pera          | Anett Kontaveit      | 6-2, 6-4               | Sophie Chang Angela Kulikov            | Miyu Katō Aldila Sutjiadi                | 6-3, 4-6, [10-6]    |
| Palermo         | Irina-Camelia Begu     | Lucia Bronzetti      | 6-2, 6-2               | Anna Bondár Kimberley Zimmermann       | Amina Anšba Panna Udvardy                | 6-3, 6-2            |
| Varsavia        | Caroline Garcia        | Ana Bogdan           | 6-4, 6-1               | Anna Danilina Anna-Lena Friedsam       | Katarzyna Kawa Alicja Rosolska           | 6-4, 5-7, [10-5]    |
| Praga           | Marie Bouzková         | Anastasija Potapova  | 6-0, 6-3               | Anastasija Potapova Jana Sizikova      | Angelina Gabueva Anastasija Zacharova    | 6-3, 6-4            |
| Washington      | Ljudmila Samsonova     | Kaia Kanepi          | 4-6, 6-3, 6-3          | Jessica Pegula Erin Routliffe          | Anna Kalinskaja Caty McNally             | 6-3, 5-7, [12-10]   |
| Cleveland       | Ljudmila Samsonova     | Aljaksandra Sasnovič | 6-1, 6-3               | Nicole Melichar-Martinez Ellen Perez   | Anna Danilina Aleksandra Krunić          | 7-5, 6-3            |
| Granby          | Dar'ja Kasatkina       | Daria Saville        | 6-4, 6-4               | Alicia Barnett Olivia Nicholls         | Rosalie Van Der Hoek Harriet Dart        | 5-7, 6-3, [10-1]    |
| Chennai         | Linda Fruhvirtová      | Magda Linette        | 4-6, 6-3, 6-4          | Gabriela Dabrowski Luisa Stefani       | Anna Blinkova Natela Dzalamidze          | 6-1, 6-2            |
| Portorose       | Kateřina Siniaková     | Elena Rybakina       | 6(4)-7, 7-6(5), 6-4    | Marta Kostjuk Tereza Martincová        | Cristina Bucșa Tereza Mihalíková         | 6-4, 6-0            |
| Seul            | Ekaterina Aleksandrova | Jeļena Ostapenko     | 7-6(4), 6-0            | Kristina Mladenovic Yanina Wickmayer   | Asia Muhammad Sabrina Santamaria         | 6-3, 6-2            |
| Parma           | Mayar Sherif           | Maria Sakkarī        | 7-5, 6-3               | Anastasia Dețiuc Miriam Kolodziejová   | Arantxa Rus Tamara Zidanšek              | 1-6, 6-3, [10-8]    |
| Tallinn         | Barbora Krejčíková     | Anett Kontaveit      | 6-2, 6-3               | Ljudmyla Kičenok Nadiia Kičenok        | Nicole Melichar-Martinez Laura Siegemund | 7-5, 4-6, [10-7]    |
| Monastir        | Elise Mertens          | Alizé Cornet         | 6-2, 6-0               | Kristina Mladenovic Kateřina Siniaková | Miyu Katō Angela Kulikov                 | 6-2, 6-0            |
| Cluj-Napoca     | Anna Blinkova          | Jasmine Paolini      | 6-2, 3-6, 6-2          | Kirsten Flipkens Laura Siegemund       | Kamilla Rachimova Jana Sizikova          | 6-3, 7-5            |

### 2023
| Torneo          | Vincitrice             | Finalista              | Punteggio           | Vincitrici                                  | Finaliste                                 | Punteggio           |
| --------------- | ---------------------- | ---------------------- | ------------------- | ------------------------------------------- | ----------------------------------------- | ------------------- |
| Auckland        | Cori Gauff             | Rebeka Masarova        | 6-1, 6-1            | Miyu Katō Aldila Sutjiadi                   | Leylah Fernandez Bethanie Mattek-Sands    | 1-6, 7-5, [10-4]    |
| Hobart          | Lauren Davis           | Elisabetta Cocciaretto | 7-6(0), 6-2         | Kirsten Flipkens Laura Siegemund            | Viktorija Golubic Panna Udvardy           | 6-4, 7-5            |
| Hua Hin         | Zhu Lin                | Lesja Curenko          | 6-4, 6-4            | Chan Hao-ching Wu Fang-hsien                | Wang Xinyu Zhu Lin                        | 6-1, 7-6(6)         |
| Lione           | Alycia Parks           | Caroline Garcia        | 7-6(7), 7-5         | Cristina Bucșa Bibiane Schoofs              | Olga Danilović Aleksandra Panova          | 7-6(5), 6-3         |
| Linz            | Anastasija Potapova    | Petra Martić           | 6-3, 6-1            | Natela Dzalamidze Viktória Kužmová          | Anna-Lena Friedsam Nadiia Kičenok         | 4-6, 7-5, [12-10]   |
| Mérida          | Camila Giorgi          | Rebecca Peterson       | 7–6(3), 1–6, 6–2    | Caty McNally Diane Parry                    | Wang Xinyu Wu Fang-hsien                  | 6-0, 7-5            |
| Austin          | Marta Kostjuk          | Varvara Gračëva        | 6-3, 7-5            | Erin Routliffe Aldila Sutjiadi              | Nicole Melichar-Martinez Ellen Perez      | 6-4, 3-6, [10-8]    |
| Monterrey       | Donna Vekić            | Caroline Garcia        | 6-4, 3-6, 7-5       | Yuliana Lizarazo María Paulina Pérez García | Kimberly Birrell Fernanda Contreras Gómez | 6-3, 5-7, [10-5]    |
| Bogotà          | Tatjana Maria          | Peyton Stearns         | 6-3, 2-6, 6-4       | Irina Chromačëva Iryna Šymanovič            | Oksana Kalašnikova Katarzyna Piter        | 6-1, 3-6, [10-6]    |
| Strasburgo      | Elina Svitolina        | Anna Blinkova          | 6-2, 6-3            | Xu Yifan Yang Zhaoxuan                      | Desirae Krawczyk Giuliana Olmos           | 6-3, 6-2            |
| Rabat           | Lucia Bronzetti        | Julia Grabher          | 6-4, 5-7, 7-5       | Sabrina Santamaria Jana Sizikova            | Lidzija Marozava Ingrid Gamarra Martins   | 3-6, 6-1, [10-8]    |
| s'Hertogenbosch | Ekaterina Aleksandrova | Veronika Kudermetova   | 4-6, 6-4, 7-6(3)    | Shūko Aoyama Ena Shibahara                  | Viktória Hrunčáková Tereza Mihalíková     | 6-3, 6-3            |
| Nottingham      | Katie Boulter          | Jodie Burrage          | 6-3, 6-3            | Ulrikke Eikeri Ingrid Neel                  | Harriet Dart Heather Watson               | 7–6(6), 5-7, [10-8] |
| Birmingham      | Jeļena Ostapenko       | Barbora Krejčíková     | 7-6(8), 6-4         | Marta Kostjuk Barbora Krejčíková            | Storm Hunter Alycia Parks                 | 6-2, 7-6(7)         |
| Bad Homburg     | Kateřina Siniaková     | Lucia Bronzetti        | 6-2, 7-6(5)         | Lidzija Marozava Ingrid Gamarra Martins     | Eri Hozumi Monica Niculescu               | 6-0, 7-6(3)         |
| Palermo         | Zheng Qinwen           | Jasmine Paolini        | 6-4, 1-6, 6-1       | Jana Sizikova Kimberley Zimmermann          | Angelica Moratelli Camilla Rosatello      | 6-2, 6-4            |
| Budapest        | Marija Timofeeva       | Kateryna Baindl        | 6-3, 3-6, 6-0       | Katarzyna Piter Fanny Stollár               | Jessie Aney Anna Sisková                  | 6-2, 4-6, [10-4]    |
| Amburgo         | Arantxa Rus            | Noma Noha Akugue       | 6-0, 7-6(3)         | Anna Danilina Aleksandra Panova             | Miriam Kolodziejová Angela Kulikov        | 6-4, 6-2            |
| Losanna         | Elisabetta Cocciaretto | Clara Burel            | 7-5, 4-6, 6-4       | Anna Bondár Diane Parry                     | Amina Anšba Anastasia Dețiuc              | 6-2, 6-1            |
| Varsavia        | Iga Świątek            | Laura Siegemund        | 6-0, 6-1            | Heather Watson Yanina Wickmayer             | Weronika Falkowska Katarzyna Piter        | 6-4, 6-4            |
| Praga           | Nao Hibino             | Linda Nosková          | 6-4, 6-1            | Nao Hibino Oksana Kalašnikova               | Quinn Gleason Elixane Lechemia            | 6(7)-7, 7-5, [10-3] |
| Cleveland       | Sara Sorribes Tormo    | Ekaterina Aleksandrova | 3-6, 6-4, 6-4       | Miyu Katō Aldila Sutjiadi                   | Nicole Melichar-Martinez Ellen Perez      | 6-4, 6(4)-7, [10-8] |
| Osaka           | Ashlyn Krueger         | Zhu Lin                | 6-3, 7-6(6)         | Anna-Lena Friedsam Nadiia Kičenok           | Anna Kalinskaja Julija Putinceva          | 7-6(3), 6-3         |
| Guangzhou       | Wang Xiyu              | Magda Linette          | 6-0, 6-2            | Guo Hanyu Jiang Xinyu                       | Eri Hozumi Makoto Ninomiya                | 6-3, 7-6(4)         |
| Ningbo          | Ons Jabeur             | Diana Šnajder          | 6-2, 6-1            | Laura Siegemund Vera Zvonarëva              | Guo Hanyu Jiang Xinyu                     | 4-6, 6-3, [10-5]    |
| Seul            | Jessica Pegula         | Yuan Yue               | 6-2, 6-3            | Marie Bouzková Bethanie Mattek-Sands        | Luksika Kumkhum Peangtarn Plipuech        | 6-2, 6-1            |
| Hong Kong       | Leylah Fernandez       | Kateřina Siniaková     | 3-6, 6-4, 6-4       | Tang Qianhui Tsao Chia-yi                   | Oksana Kalašnikova Aljaksandra Sasnovič   | 7-5, 1-6, [11-9]    |
| Nanchang        | Kateřina Siniaková     | Marie Bouzková         | 1-6, 7-6(5), 7-6(4) | Laura Siegemund Vera Zvonarëva              | Eri Hozumi Makoto Ninomiya                | 6-4, 6-2            |
| Cluj-Napoca     | Tamara Korpatsch       | Elena-Gabriela Ruse    | 6-3, 6-4            | Jodie Burrage Jil Teichmann                 | Léolia Jeanjean Valerija Strachova        | 6-1, 6-4            |
| Monastir        | Elise Mertens          | Jasmine Paolini        | 6-3, 6-0            | Sara Errani Jasmine Paolini                 | Mai Hontama Natalija Stevanović           | 2-6, 7-6(4), [10-6] |

### 2024
| Torneo          | Vincitrice         | Finalista            | Punteggio          | Vincitrici                            | Finaliste                                 | Punteggio           |
| --------------- | ------------------ | -------------------- | ------------------ | ------------------------------------- | ----------------------------------------- | ------------------- |
| Auckland        | Coco Gauff         | Elina Svitolina      | 6(4)-7, 6-3, 6-3   | Anna Danilina Viktória Hrunčáková     | Marie Bouzková Bethanie Mattek-Sands      | 6-3, 6(5)-7, [10-8] |
| Hobart          | Emma Navarro       | Elise Mertens        | 6-1, 4-6, 7-5      | Chan Hao-ching Giuliana Olmos         | Guo Hanyu Jiang Xinyu                     | 6-3, 6-3            |
| Hua Hin         | Diana Šnajder      | Zhu Lin              | 6-3, 2-6, 6-1      | Miyu Katō Aldila Sutjiadi             | Guo Hanyu Jiang Xinyu                     | 6-4, 1-6, [10-7]    |
| Cluj-Napoca     | Karolína Plíšková  | Ana Bogdan           | 6-4, 6-3           | Caty McNally Asia Muhammad            | Harriet Dart Tereza Mihalíková            | 6-3, 6-4            |
| Austin          | Yuan Yue           | Wang Xiyu            | 6-4, 7-6(4)        | Olivia Gadecki Olivia Nicholls        | Katarzyna Kawa Bibiane Schoofs            | 6-2, 6-4            |
| Bogotà          | Camila Osorio      | Marie Bouzková       | 6-3, 7-6(5)        | Cristina Bucșa Kamilla Rachimova      | Anna Bondár Irina Chromačëva              | 7-6(5), 3-6, [10-8] |
| Rouen           | Sloane Stephens    | Magda Linette        | 6-1, 2-6, 6-2      | Tímea Babos Irina Chromačëva          | Naiktha Bains Maia Lumsden                | 6-3, 6-4            |
| Rabat           | Peyton Stearns     | Mayar Sherif         | 6-2, 6-1           | Irina Chromačëva Jana Sizikova        | Anna Danilina Xu Yifan                    | 6-3, 6-2            |
| s'Hertogenbosch | Ljudmila Samsonova | Bianca Andreescu     | 4-6, 6-3, 7-5      | Ingrid Neel Bibiane Schoofs           | Tereza Mihalíková Olivia Nicholls         | 7-6(6), 6-3         |
| Nottingham      | Katie Boulter      | Karolína Plíšková    | 4-6, 6-3, 6-2      | Gabriela Dabrowski Erin Routliffe     | Harriet Dart Diane Parry                  | 5-7, 6-3, [11-9]    |
| Birmingham      | Julija Putinceva   | Ajla Tomljanović     | 6-1, 7-6(8)        | Hsieh Su-wei Elise Mertens            | Miyu Katō Zhang Shuai                     | 6-1, 6-3            |
| Budapest        | Diana Šnajder      | Aljaksandra Sasnovič | 6-4, 6-4           | Katarzyna Piter Fanny Stollár         | Anna Danilina Irina Chromačëva            | 6-3, 3-6, [10-3]    |
| Palermo         | Zheng Qinwen       | Karolína Muchová     | 6-4, 4-6, 6-2      | Aleksandra Panova Jana Sizikova       | Yvonne Cavallé Reimers Aurora Zantedeschi | 4-6, 6-3, [10-5]    |
| Iasi            | Mirra Andreeva     | Elina Avanesjan      | 5–7, 7–5, 4–0 rit. | Anna Danilina Irina Chromačëva        | Alexandra Panova Yana Sizikova            | 6-4, 6-2            |
| Praga           | Magda Linette      | Magdalena Fręch      | 6–2, 6–1           | Barbora Krejčiková Kateřina Siniaková | Bethanie Mattek-Sands Lucie Šafářová      | 6–3, 6–3            |
| Cleveland       | McCartney Kessler  | Beatriz Haddad Maia  | 1-6, 6-1, 7-5      | Cristina Bucșa Xu Yifan               | Shūko Aoyama Eri Hozumi                   | 3-6, 6-3, [10-6]    |
| Monastir        | Sonay Kartal       | Rebecca Šramková     | 6-3, 7-5           | Anna Blinkova Mayar Sherif            | Alina Korneeva Anastasija Zacharova       | 2-6, 6-1, [10-8]    |
| Hua Hin 2       | Rebecca Šramková   | Laura Siegemund      | 6-4, 6-4           | Anna Danilina Irina Chromačëva        | Eudice Chong Moyuka Uchijima              | 6-4, 7-5            |
| Osaka           | Suzan Lamens       | Kimberly Birrell     | 6-0, 6-4           | Ena Shibahara Laura Siegemund         | Cristina Bucșa Monica Niculescu           | 3-6, 6-2, [10-2]    |
| Guangzhou       | Olga Danilović     | Caroline Dolehide    | 6-3, 6-1           | Kateřina Siniaková Zhang Shuai        | Katarzyna Piter Fanny Stollár             | 6-4, 6-1            |
| Hong Kong       | Diana Šnajder      | Katie Boulter        | 6-1, 6-2           | Ulrikke Eikeri Makoto Ninomiya        | Shūko Aoyama Eri Hozumi                   | 6-4, 4-6, [11-9]    |
| Jiujiang        | Viktorija Golubic  | Rebecca Šramková     | 6-3, 7-5           | Guo Hanyu Moyuka Uchijima             | Katarzyna Piter Fanny Stollár             | 7-6(5), 7-5         |
| Mérida          | Zeynep Sönmez      | Ann Li               | 6-2, 6-1           | Quinn Gleason Ingrid Martins          | Magali Kempen Lara Salden                 | 6-4, 6-4            |

## Vittorie

### Singolare
79 tenniste diverse hanno vinto almeno un titolo WTA 250, ultimo aggiornamento 4 novembre 2024 (Hong Kong/Jiujiang/Mérida).
In grassetto le giocatrici ancora in attività
|    | Titoli                 | # |
| -- | ---------------------- | - |
| 1. | Barbora Krejčíková     | 3 |
| 1. | Ekaterina Aleksandrova | 3 |
| 1. | Leylah Fernandez       | 3 |
| 1. | Kateřina Siniaková     | 3 |
| 1. | Coco Gauff             | 3 |
| 1. | Ljudmila Samsonova     | 3 |
| 1. | Diana Šnajder          | 3 |
| 8. | Clara Tauson           | 2 |
| 8. | Anett Kontaveit        | 2 |
| 8. | Angelique Kerber       | 2 |
| 8. | Beatriz Haddad Maia    | 2 |
| 8. | Bernarda Pera          | 2 |
| 8. | Caroline Garcia        | 2 |
| 8. | Dar'ja Kasatkina       | 2 |
| 8. | Anastasija Potapova    | 2 |
| 8. | Donna Vekić            | 2 |
| 8. | Tatjana Maria          | 2 |
| 8. | Elina Svitolina        | 2 |
| 8. | Sara Sorribes Tormo    | 2 |
| 8. | Ons Jabeur             | 2 |
| 8. | Elise Mertens          | 2 |
| 8. | Camila Osorio          | 2 |
| 8. | Sloane Stephens        | 2 |
| 8. | Katie Boulter          | 2 |
| 8. | Julija Putinceva       | 2 |
| 8. | Zheng Qinwen           | 2 |

### Doppio
122 tenniste diverse hanno vinto almeno un titolo WTA 250 in doppio, ultimo aggiornamento 4 novembre 2024 (Hong Kong/Jiujiang/Mérida).
In grassetto le giocatrici ancora in attività.
|    | Titoli             | # |
| -- | ------------------ | - |
| 1. | Anna Danilina      | 6 |
| 1. | Laura Siegemund    | 6 |
| 3. | Aldila Sutjiadi    | 5 |
| 3. | Jana Sizikova      | 5 |
| 3. | Irina Chromačëva   | 5 |
| 3. | Makoto Ninomiya    | 5 |
| 7. | Marie Bouzková     | 4 |
| 7. | Caty McNally       | 4 |
| 7. | Ellen Perez        | 4 |
| 7. | Erin Routliffe     | 4 |
| 7. | Kateřina Siniaková | 4 |

## Vincitrici dei vari tornei
Il numero delle vittorie tra parentesi indica solo i tornei vinti dal 2021 ad oggi.

### Singolare
Ultimo aggiornamento 4 novembre 2024 (Hong Kong/Jiujiang/Mérida).
| Torneo           | 2021                 | 2022               | 2023                 | 2024            |
| ---------------- | -------------------- | ------------------ | -------------------- | --------------- |
| Phillips Island  | Kasatkina (1/2)      | Non disputato      | Non disputato        | Non disputato   |
| Lione            | Tauson (1/2)         | Zhang (1/1)        | Parks (1/1)          | Non disputato   |
| Guadalajara      | Sorribes Tormo (1/2) | Stephens (1/2)     | Non disputato        | Non disputato   |
| Monterrey        | Fernandez (1/3)      | Fernandez (2/3)    | Vekić (2/2)          | WTA 500         |
| Bogotà           | Osorio (1/2)         | Maria (1/2)        | Maria (2/2)          | Osorio (2/2)    |
| Charleston       | Sharma (1/1)         | Non disputato      | Non disputato        | Non disputato   |
| Istanbul         | Cîrstea (1/1)        | Potapova (1/2)     | Non disputato        | Non disputato   |
| Belgrado         | Badosa (1/1)         | Non disputato      | Non disputato        | Non disputato   |
| Parma            | Gauff (1/3)          | Sherif (1/1)       | Non disputato        | Non disputato   |
| Strasburgo       | Krejčíková (1/3)     | Kerber (2/2)       | Svitolina (2/2)      | WTA 500         |
| Nottingham       | Konta (1/1)          | Haddad Maia (1/2)  | Boulter (1/2)        | Boulter (2/2)   |
| Birmingham       | Jabeur (1/2)         | Haddad Maia (2/2)  | Ostapenko (1/1)      | Putinceva (2/2) |
| Bad Homburg      | Kerber (1/2)         | Garcia (1/2)       | Siniaková (2/3)      | WTA 500         |
| Amburgo          | Ruse (1/1)           | Pera (2/2)         | Rus (1/1)            | Non disputato   |
| Budapest         | Putinceva (1/2)      | Pera (1/2)         | Timofeeva (1/1)      | Šnajder (2/3)   |
| Praga            | Krejčíková (2/3)     | Bouzková (1/1)     | Hibino (1/1)         | Linette (1/1)   |
| Losanna          | Zidanšek (1/1)       | Martić (1/1)       | Cocciaretto (1/1)    | Non disputato   |
| Gdynia/Varsavia  | Zanevs'ka (1/1)      | Garcia (2/2)       | Świątek (1/1)        | Non disputato   |
| Palermo          | Collins (1/1)        | Begu (1/1)         | Zheng (1/2)          | Zheng (2/2)     |
| Cluj-Napoca 1    | Petković (1/1)       | Non disputato      | Non disputato        | Non disputato   |
| Cleveland        | Kontaveit (1/2)      | Samsonova (2/3)    | Sorribes Tormo (2/2) | Kessler (1/1)   |
| Chicago          | Svitolina (1/2)      | Non disputato      | Non disputato        | Non disputato   |
| Lussemburgo      | Tauson (2/2)         | Non disputato      | Non disputato        | Non disputato   |
| Portorose        | Paolini (1/1)        | Siniaková (1/3)    | Non disputato        | Non disputato   |
| Nur-Sultan       | Van Uytvanck (1/1)   | Non disputato      | Non disputato        | Non disputato   |
| Tenerife         | Li (1/1)             | Non disputato      | Non disputato        | Non disputato   |
| Courmayeur       | Vekić (1/2)          | Non disputato      | Non disputato        | Non disputato   |
| Cluj-Napoca 2    | Kontaveit (2/2)      | Blinkova (1/1)     | Korpatsch (1/1)      | Plíšková (1/1)  |
| Linz             | Riske (1/1)          | Non disputato      | Potapova (2/2)       | WTA 500         |
| Melbourne 1      | Non disputato        | Anisimova (1/1)    | Non disputato        | Non disputato   |
| Melbourne 2      | Non disputato        | Halep (1/1)        | Non disputato        | Non disputato   |
| Adelaide 2       | WTA500               | Keys (1/1)         | Non disputato        | Non disputato   |
| Rabat            | Non disputato        | Trevisan (1/1)     | Bronzetti (1/1)      | Stearns (1/1)   |
| 's-Hertogenbosch | Non disputato        | Aleksandrova (1/3) | Aleksandrova (3/3)   | Samsonova (3/3) |
| Washington       | Non disputato        | Samsonova (1/3)    | WTA 500              | WTA 500         |
| Granby           | Non disputato        | Kasatkina (2/2)    | Non disputato        | Non disputato   |
| Chennai          | Non disputato        | Fruhvirtová (1/1)  | Non disputato        | Non disputato   |
| Seul             | WTA 125              | Aleksandrova (2/3) | Pegula (1/1)         | WTA 500         |
| Tallinn          | Non disputato        | Krejčíková (3/3)   | Non disputato        | Non disputato   |
| Monastir         | Non disputato        | Mertens (1/2)      | Mertens (2/2)        | Kartal (1/1)    |
| Auckland         | Non disputato        | Non disputato      | Gauff (2/3)          | Gauff (3/3)     |
| Hobart           | Non disputato        | Non disputato      | Davis (1/1)          | Navarro (1/1)   |
| Hua Hin          | Non disputato        | Non disputato      | Zhu (1/1)            | Šnajder (1/3)   |
| Mérida           | Non disputato        | Non disputato      | Giorgi (1/1)         | Sönmez (1/1)    |
| Austin           | Non disputato        | Non disputato      | Kostyuk (1/1)        | Yuan (1/1)      |
| Osaka            | Non disputato        | Non disputato      | Krueger (1/1)        | Lamens (1/1)    |
| Guangzhou        | Non disputato        | Non disputato      | Wang (1/1)           | Danilović (1/1) |
| Ningbo           | Non disputato        | Non disputato      | Jabeur (2/2)         | WTA 500         |
| Hong Kong        | Non disputato        | Non disputato      | Fernandez (3/3)      | Šnajder (3/3)   |
| Jiangxi          | Non disputato        | Non disputato      | Siniaková (3/3)      | Golubic (1/1)   |
| Rouen            | Non disputato        | WTA 125            | WTA 125              | Stephens (2/2)  |
| Iasi             | Non disputato        | WTA 125            | WTA 125              | Andreeva (1/1)  |
| Hua Hin 2        | Non disputato        | Non disputato      | Non disputato        | Šramková (1/1)  |

### Doppio
Ultimo aggiornamento 4 novembre 2024 (Hong Kong/Jiujiang/Mérida).
| Torneo           | 2021                              | 2022                                  | 2023                              | 2024                             |
| ---------------- | --------------------------------- | ------------------------------------- | --------------------------------- | -------------------------------- |
| Phillips Island  | Raina (1/1) Rachimova (1/3)       | Non disputato                         | Non disputato                     | Non disputato                    |
| Lione            | Kužmová (1/2) Rus (1/1)           | Siegemund (1/6) Zvonarëva (1/3)       | Bucșa (1/3) Schoofs (1/2)         | Non disputato                    |
| Guadalajara      | Perez (1/4) Sharma (1/1)          | Christian (1/1) Marozava (2/3)        | Non disputato                     | Non disputato                    |
| Monterrey        | Dolehide (1/1) Muhammad (1/3)     | Harrison (1/1) Santamaria (1/2)       | Lizarazo (1/1) Pérez García (1/1) | WTA 500                          |
| Bogotà           | Lechemia (1/1) Neel (1/3)         | Sharma (2/2) Sutjiadi (1/5)           | Chromačëva (1/5) Šymanovič (1/1)  | Bucșa (2/3) Rachimova (3/3)      |
| Charleston       | Baptiste (1/1) McNally (1/4)      | Non disputato                         | Non disputato                     | Non disputato                    |
| Istanbul         | Kudermetova (1/1) Mertens (1/2)   | Bouzková (3/4) Sorribes Tormo (1/1)   | Non disputato                     | Non disputato                    |
| Belgrado         | Krunić (1/1) Stojanović (1/1)     | Non disputato                         | Non disputato                     | Non disputato                    |
| Parma            | Gauff (1/1) McNally (2/4)         | Dețiuc (1/1) Kolodziejová (1/1)       | Non disputato                     | Non disputato                    |
| Strasburgo       | Krawczyk (1/1) Guarachi (1/1)     | Melichar-Martinez (1/2) Saville (1/1) | Xu Y. (1/2) Yang Z. (1/1)         | WTA 500                          |
| Nottingham       | L. Kičenok (1/3) Ninomiya (1/5)   | Haddad Maia (1/1) Zhang S. (1/2)      | Eikeri (2/3) Neel (2/3)           | Dabrowski (2/2) Routliffe (4/4)  |
| Birmingham       | Bouzková (1/4) Hradecká (1/2)     | L. Kičenok (2/3) Ostapenko (1/1)      | Kostyuk (2/2) Krejčíková (1/2)    | Hsieh (1/1) Mertens (2/2)        |
| Bad Homburg      | Jurak (1/1) Klepač (1/1)          | Hozumi (3/3) Ninomiya (4/5)           | Marozava (3/3) Martins (1/2)      | WTA 500                          |
| Amburgo          | Paolini (1/2) Teichmann (1/2)     | Chang (1/1) Kulikov (1/1)             | Danilina (3/6) Panova (1/2)       | Non disputato                    |
| Budapest         | Buzărnescu (1/1) Stollár (1/3)    | Gorgodze (2/2) Kalašnikova (1/2)      | Piter (1/2) Stollár (2/3)         | Piter (2/2) Stollár (3/3)        |
| Praga            | Bouzková (2/4) Hradecká (2/2)     | Potapova (1/1) Sizikova (1/5)         | Hibino (1/1) Kalašnikova (2/2)    | Krejčíková (2/2) Siniaková (3/4) |
| Losanna          | Bandecchi Waltert (1/1)           | Danilović (1/1) Mladenovic (1/3)      | Bondár (2/2) Parry (2/2)          | Non disputato                    |
| Gdynia/Varsavia  | Danilina (1/6) Marozava (1/3)     | Danilina (2/6) Friedsam (2/3)         | Watson (1/1) Wickmayer (2/2)      | Non disputato                    |
| Palermo          | Routliffe (1/4) Zimmermann (1/3)  | Bondár (1/2) Zimmermann (2/3)         | Sizikova (3/5) Zimmermann (3/3)   | Panova (2/2) Sizikova (4/5)      |
| Cluj-Napoca 1    | Dzalamidze (1/3) Juvan (1/1)      | Non disputato                         | Non disputato                     | Non disputato                    |
| Cleveland        | Aoyama (1/2) Shibahara (1/3)      | Melichar-Martinez (2/2) Perez (4/4)   | Katō (2/3) Sutjiadi (4/5)         | Bucșa (2/3) Xu Y. (2/2)          |
| Chicago          | N. Kičenok (1/3) Olaru (1/1)      | Non disputato                         | Non disputato                     | Non disputato                    |
| Lussemburgo      | Minnen (1/1) Van Uytvanck (1/1)   | Non disputato                         | Non disputato                     | Non disputato                    |
| Portorose        | Kalinskaja (1/1) Mihalíková (1/1) | Kostyuk (1/2) Martincová (1/1)        | Non disputato                     | Non disputato                    |
| Nur-Sultan       | Friedsam (1/3) Niculescu (1/1)    | Non disputato                         | Non disputato                     | Non disputato                    |
| Tenerife         | Eikeri (1/3) Perez (2/4)          | Non disputato                         | Non disputato                     | Non disputato                    |
| Courmayeur       | Wang X. (1/1) Zheng S. (1/1)      | Non disputato                         | Non disputato                     | Non disputato                    |
| Cluj-Napoca 2    | Bara (1/1) Gorgodze (1/2)         | Flipkens (1/2) Siegemund (2/6)        | Burrage (1/1) Teichmann (2/2)     | McNally (4/4) Muhammad (3/3)     |
| Linz             | Dzalamidze (2/3) Rachimova (2/3)  | Non disputato                         | Dzalamidze (3/3) Kužmová (2/2)    | WTA 500                          |
| Melbourne 1      | Non disputato                     | Muhammad (2/3) Pegula (1/2)           | Non disputato                     | Non disputato                    |
| Melbourne 2      | Non disputato                     | Pera (1/1) Siniaková (1/4)            | Non disputato                     | Non disputato                    |
| Adelaide 2       | WTA 500                           | Hozumi (1/3) Ninomiya (2/5)           | Non disputato                     | Non disputato                    |
| Rabat            | Non disputato                     | Hozumi (2/3) Ninomiya (3/5)           | Santamaria (2/2) Sizikova (2/5)   | Chromačëva (3/5) Sizikova (4/5)  |
| 's-Hertogenbosch | Non disputato                     | Perez (3/4) Zidanšek (1/1)            | Aoyama (2/2) Shibahara (2/3)      | Neel (3/3) Schoofs (2/2)         |
| Washington       | Non disputato                     | Pegula (2/2) Routliffe (2/4)          | WTA 500                           | WTA 500                          |
| Granby           | Non disputato                     | Barnett (1/1) Nicholls (1/1)          | Non disputato                     | Non disputato                    |
| Chennai          | Non disputato                     | Dabrowski (1/2) Stefani (1/1)         | Non disputato                     | Non disputato                    |
| Seul             | WTA 125                           | Mladenovic (2/3) Wickmayer (1/2)      | Bouzková (4/4) Mattek-Sands (1/1) | WTA 500                          |
| Tallinn          | Non disputato                     | L. Kičenok (3/3) N. Kičenok (2/3)     | Non disputato                     | Non disputato                    |
| Monastir         | Non disputato                     | Mladenovic (3/3) Siniaková (2/4)      | Errani (1/1) Paolini (2/2)        | Blinkova (1/1) Sherif (1/1)      |
| Auckland         | Non disputato                     | Non disputato                         | Katō (1/3) Sutjiadi (2/5)         | Danilina (4/6) Hrunčáková (1/1)  |
| Hobart           | Non disputato                     | Non disputato                         | Flipkens (2/2) Siegemund (3/6)    | Chan (2/2) Olmos (1/1)           |
| Hua Hin          | Non disputato                     | Non disputato                         | Chan (1/2) Wu (1/1)               | Katō (3/3) Sutjiadi (5/5)        |
| Mérida           | Non disputato                     | Non disputato                         | McNally (3/4) Parry (1/2)         | Gleason (1/1) Martins (2/2)      |
| Austin           | Non disputato                     | Non disputato                         | Routliffe (3/4) Sutjiadi (3/5)    | Gadecki (1/1) Nicholls (1/1)     |
| Osaka            | Non disputato                     | Non disputato                         | Friedsam (3/3) N. Kičenok (3/3)   | Shibahara (3/3) Siegemund (6/6)  |
| Guangzhou        | Non disputato                     | Non disputato                         | Guo (1/2) Jiang (1/1)             | Siniaková (4/4) Zhang S. (2/2)   |
| Ningbo           | Non disputato                     | Non disputato                         | Siegemund (4/6) Zvonarëva (2/3)   | WTA 500                          |
| Hong Kong        | Non disputato                     | Non disputato                         | Tang (1/1) Tsao (1/1)             | Eikeri (3/3) Ninomiya (5/5)      |
| Jiangxi          | Non disputato                     | Non disputato                         | Siegemund (5/6) Zvonarëva (3/3)   | Guo (2/2) Uchijima (1/1)         |
| Rouen            | Non disputato                     | WTA 125                               | WTA 125                           | Babos (1/1) Chromačëva (2/5)     |
| Iasi             | Non disputato                     | WTA 125                               | WTA 125                           | Danilina (5/6) Chromačëva (4/5)  |
| Hua Hin 2        | Non disputato                     | Non disputato                         | Non disputato                     | Danilina (6/6) Chromačëva (5/5)  |